# North Queensferry
North Queensferry är en ort i Storbritannien.   Den ligger i kommunen Fife och riksdelen Skottland, i den centrala delen av landet, 500 km norr om huvudstaden London. North Queensferry ligger 7 meter över havet och antalet invånare är 1 112.
Terrängen runt North Queensferry är platt. Runt North Queensferry är det ganska tätbefolkat, med 120 invånare per kvadratkilometer. Närmaste större samhälle är Edinburgh, 13,6 km sydost om North Queensferry. Trakten runt North Queensferry består i huvudsak av gräsmarker.